# Orgeix
Orgeix (okzitanisch: Orgeish) ist eine französische Gemeinde mit 101 Einwohnern (1. Januar 2022) im Département Ariège in der Region Okzitanien (bis 2015 Midi-Pyrénées). Sie gehört zum Arrondissement Foix und zum Gemeindeverband Haute Ariège. Die Bewohner nennen sich Orgeixois.

## Geografie

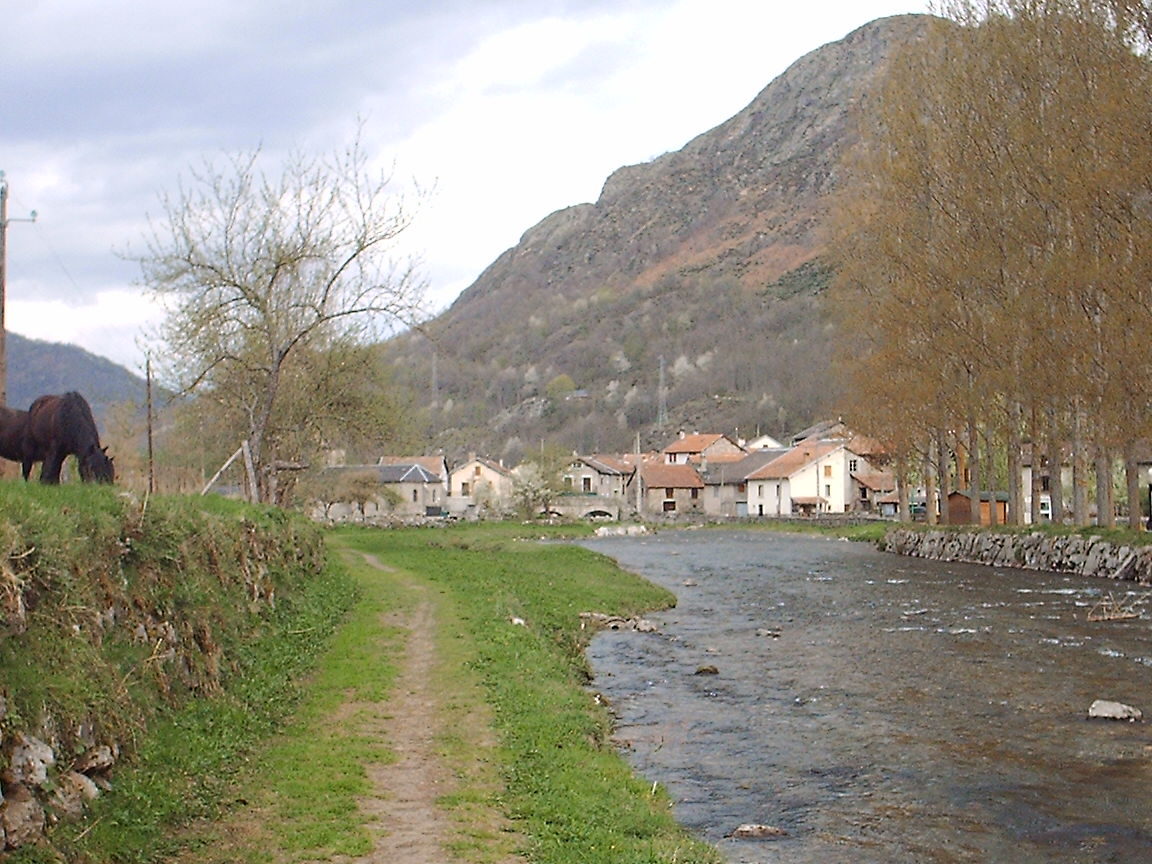
Die Oriège in Orgeix

Die Gemeinde Orgeix liegt in den Pyrenäen, unmittelbar südöstlich des Kurortes Ax-les-Thermes, 18 Kilometer nordöstlich der Grenze zu Andorra und etwa 100 Kilometer westlich von Perpignan.
Das Gemeindegebiet erstreckt sich beiderseits des Flusses Oriège, wenige Kilometer vor dessen Mündung in die obere Ariège Nach Süden greift das Gemeindeareal weit aus über eine teils unzugängliche Hochgebirgslandschaft mit mehreren Gipfeln über 2000 m Höhe.
Die wichtigsten Berggipfel in der Gemeinde Orgeix:
| - Serre de Canras 2486 m - Pic de l’Homme 2464 m - Pic d’Aigue Longue 2394 m - Pic de la Girounelle 2374 m | - Pic des Estagnols 2337 m - Pic des Perdrix 2310 m - Pic de Péréjat 2276 m - Pic de Canals 2140 m - Cap de Carbone 1857 m | - Le Liate 1799 m - Cap du Camp 1781 m - Pierre d’Orgeix 1155 m - Sarrat de l’Étang 1127 m |

Zwischen den Gipfellagen bestimmen Felsformationen, Bergweiden und Geröllfelder die Landschaft. Der Überlauf des Karsees Lac d’Aigue Longue im äußersten Süden der Gemeinde fließt über den sieben Kilometer langen Gebirgsbach (Ruisseau de la Vallée d’Orgeix) teilweise über Kaskaden bis Orlu im Tal der Oriège.
Der Waldanteil in der 18,39 km² großen Gemeinde beläuft sich auf fast 50 %; im Süden liegen einige Gipfel an oder oberhalb der Baumgrenze. Die Bergregionen der Gemeinde sind nicht durch Straßen erschlossen, es gibt lediglich Pfade und Wanderwege – unter anderem führt der Fernwanderweg GR 107 durch das Gebirge.
Orgeix grenzt im Norden an Ascou, im Osten an Orlu, im Süden und Westen an Mérens-les-Vals und im Nordwesten an Ax-les-Thermes.

## Geschichte
Das Dorf wurde im Jahr 1272 erstmals unter dem Namen Orgeys erwähnt. 1446 gehörte Orgeix und das Umland einer Familie Niort, die von den Grafen von Foix abhängig war. 1559 verkaufte die Gräfin Jeanne d’Albret das Dorf an Raymond Munier, einem Kaufmann aus Ax-les-Thermes. Ab dem Beginn des 17. Jahrhunderts wurde Orgeix eine Co-Seigneurie, bevor er in die Hände der Familie de Thonel fiel. König Ludwig XVIII. kürte 1817 Jean François Joseph de Thonel zum Marquis d’Orgeix.
Die Existenz einer für die Entwicklung des Dorfes wichtigen Schmiede ist für das Jahr 1772 überliefert.
Während des Ersten Weltkrieges kamen sechs Bewohner der Gemeinde ums Leben, während des Zweiten Weltkrieges gab es nur ein Opfer, Emmanuel de Thonel (den Marquis d’Orgeix), der von den Deutschen wegen eines Widerstandsaktes umgebracht wurde.
Am 5. Juni 1938 wurde das Dorf von neun unbekannten dreimotorigen Flugzeugen aus dem Spanischen Bürgerkrieg beschossen. 24 Bomben wurden abgeworfen, es gab jedoch keine Opfer, nur die Hochspannungsleitung durch die Pyrenäen wurde unterbrochen.
1941 wurde in Orgeix ein Staudamm mit einem kleinen Wasserkraftwerk errichtet.

### Bevölkerungsentwicklung
| Jahr      | 1962 | 1968 | 1975 | 1982 | 1990 | 1999 | 2011 | 2021 |
| Einwohner | 76   | 61   | 61   | 53   | 55   | 71   | 82   | 97   |

1846 erreichte die Gemeinde mit 268 Einwohnern den Höchststand.(Quellen: und )

## Sehenswürdigkeiten

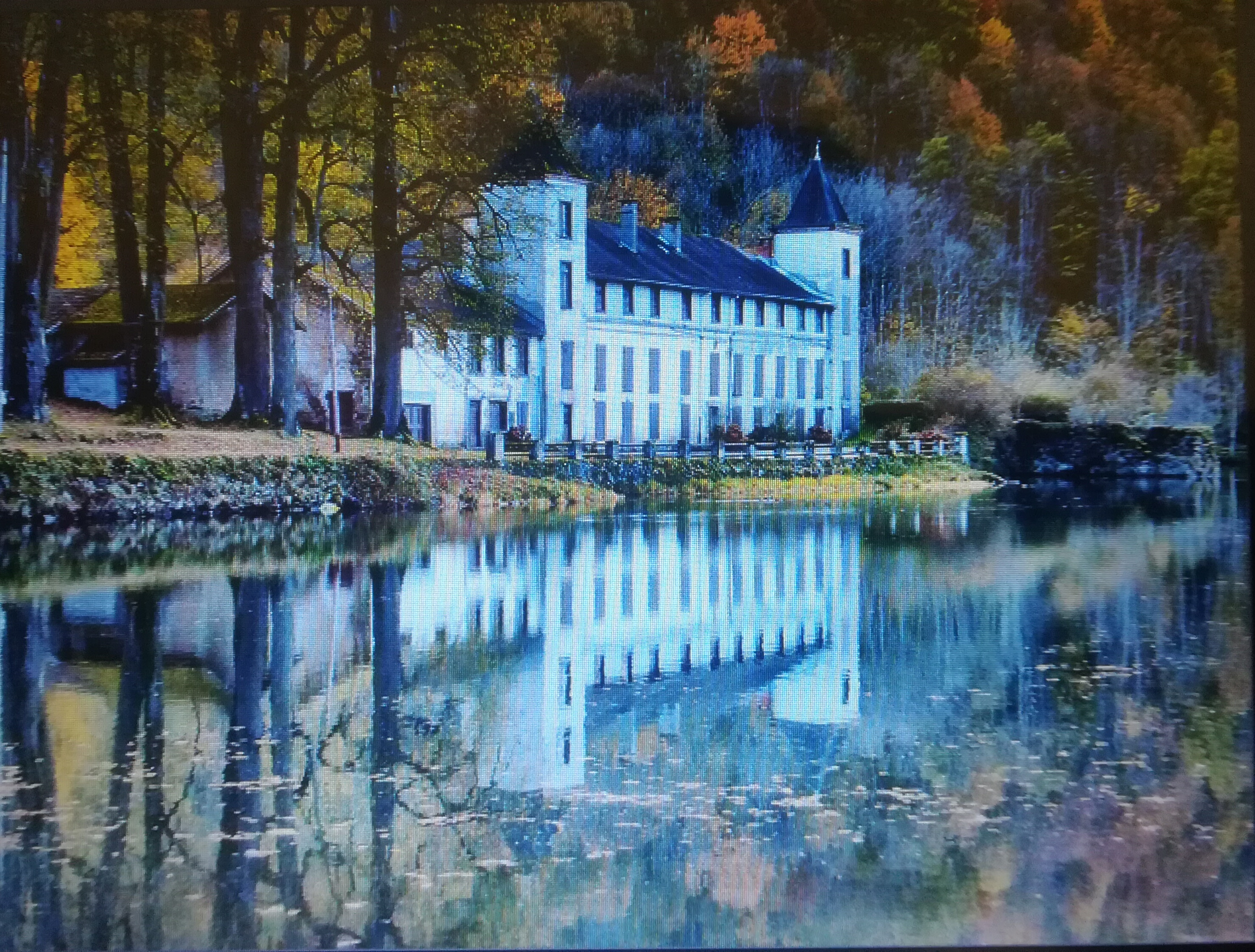
Château d’Orgeix
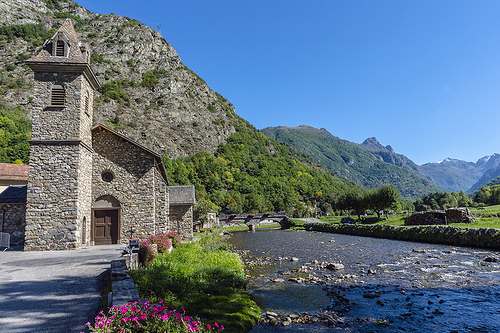
Kirche Notre-Dame de-la-Visitation

- Château d’Orgeix, Schloss des Marquis d’Orgeix am Südufer des Stausees Lac de Campauleil
- Kirche Notre-Dame-de-la-Visitation (Mariä Heimsuchung) aus dem 17. Jahrhundert am Ufer der Oriège
- Wanderweg GR107 zum Karsee Lac d’Aigue Longue und zum Gipfel des 2464 m hohen Pic de l’Homme

## Wirtschaft und Infrastruktur
Der Tourismus spielt in der Gemeinde eine wichtige Rolle, mehrere Ferienhäuser und Pensionen dienen hauptsächlich Bergwanderern und Besuchern des nahen Kurortes Ax-les-Thermes als Unterkunft. Eine Wintersport-Infrastruktur bietet die Gemeinde nicht. Das kleine Wasserkraftwerk am Stausee Lac de Campauleil erzielt eine Leistung von 19 gWh. Die Höhenlage von über 800 m im Oriègetal lässt keinen wirtschaftlichen Ackerbau zu. In der Gemeinde Orgeix sind drei Viehzuchtbetriebe ansässig (Rinder, Schafe, Ziegen), die Almwirtschaft betreiben.
Das Oriège-Tal bildet für den Straßenverkehr eine Sackgasse. So verläuft der gesamte Verkehr über die dreieinhalb Kilometer westlich gelegene Kleinstadt Ax-les-Thermes. Dort bietet sich ein Anschluss an die dem Fluss Ariège folgende Route nationale 20 (E 9) von Tarascon-sur-Ariège nach Puigcerdà in Katalonien. Der Bahnhof Ax-les-Thermes liegt an der Bahnstrecke Portet-Saint-Simon–Puigcerdà.

## Belege
1. ↑  Ereignisse auf www.ladepeche.fr (französisch)
2. ↑  Orgeix auf cassini.ehess.fr
3. ↑  Orgeix auf insee.fr
4. ↑  Landwirtschaftsbetriebe auf annuaire-mairie.fr